# Nagykőrös
Nagykőrös är en stad i provinsen Pest i Ungern i distriktet med samma namn. Nagykőrös hade år 2020 ett invånarantal på 23 538 invånare.